# Xyrauchen
Genre
Xyrauchen est un genre de poissons téléostéens de la famille des Catostomidae et de l'ordre des Cypriniformes. Le genre Xyrauchen est monotypique, c'est-à-dire qu'il n'est composé que d'une seule espèce, Xyrauchen texanus. Cette espèce se rencontre dans les rivières du bassin versant du fleuve Colorado dans l'ouest de l'Amérique du Nord.

## Liste des espèces
Selon FishBase (13 juillet 2015):
- Xyrauchen texanus (Abbott, 1860) - "En Danger Critique d'Extinction" sur la liste rouge IUCN[3]

## Galerie

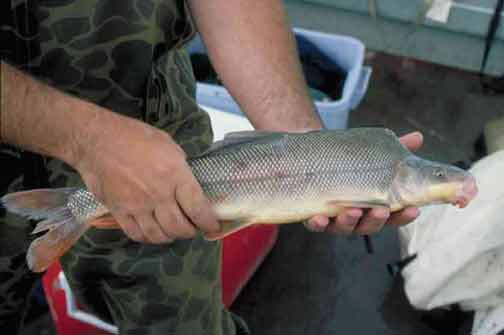
Xyrauchen texanus